# Stor stark

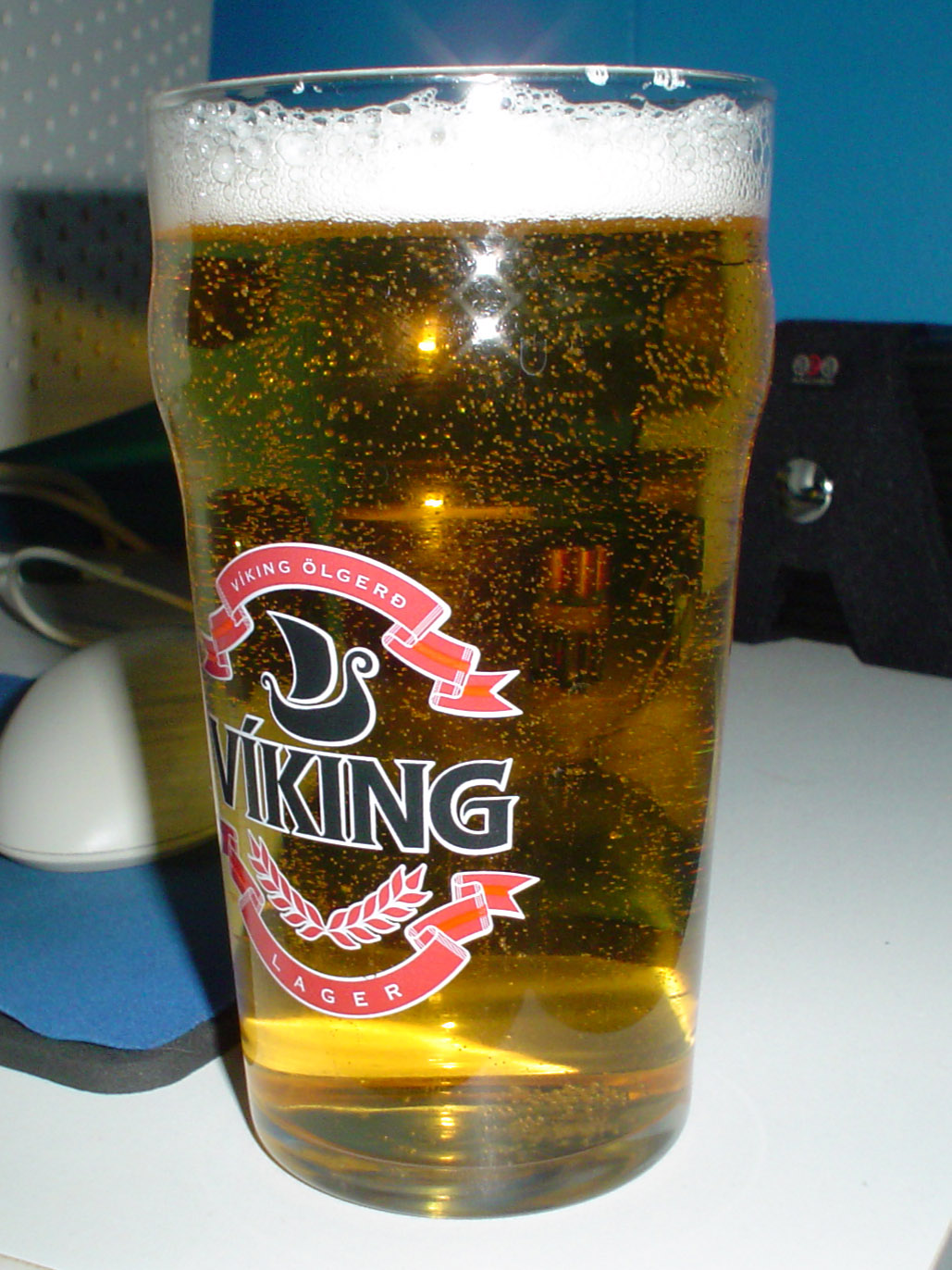
En stor stark

En stor stark är i Sverige ett glas starköl av opreciserat märke, i allmänhet ljust lageröl serverat från fat. 
Det "stora" är dock en relativ enhet. På 1970- och 1980-talen var en stor stark 56,8 cl, det vill säga en brittisk pint. Under 1990-talet och senare har mängden i högre utsträckning handlat om ca 40–50 cl. På enstaka krogar (mestadels i Stockholm) har den under 2000-talet ytterligare minskat till en 35 centiliter stor öl. 
En stor stark är i normala fall 50 cl, oftast av ett billigare ölmärke t.ex Norrlands Guld eller Pripps Blå.